# Niltava sumatrana
Niltava sumatrana е вид птица от семейство Muscicapidae.

## Разпространение
Видът е разпространен в Индонезия и Малайзия.